# Cassagnes-Bégonhès
Cassagnes-Bégonhès település Franciaországban, Aveyron megyében. Lakosainak száma 946 fő (2022. január 1.). Cassagnes-Bégonhès Auriac-Lagast, Centrès, Comps-la-Grand-Ville, Rullac-Saint-Cirq, Sainte-Juliette-sur-Viaur, Salmiech és La Selve községekkel határos.

## Népesség
A település népessége az elmúlt években az alábbi módon változott:
| Lakosok száma | 1255 | 1023 | 1040 | 958  | 886  | 905  | 904  | 925  | 936  | 946  |
|               | 1968 | 1982 | 1990 | 2006 | 2013 | 2015 | 2017 | 2019 | 2020 | 2022 |